# Mercedes-Benz Classe GL
Pour un article plus général, voir Liste des véhicules Mercedes-Benz.

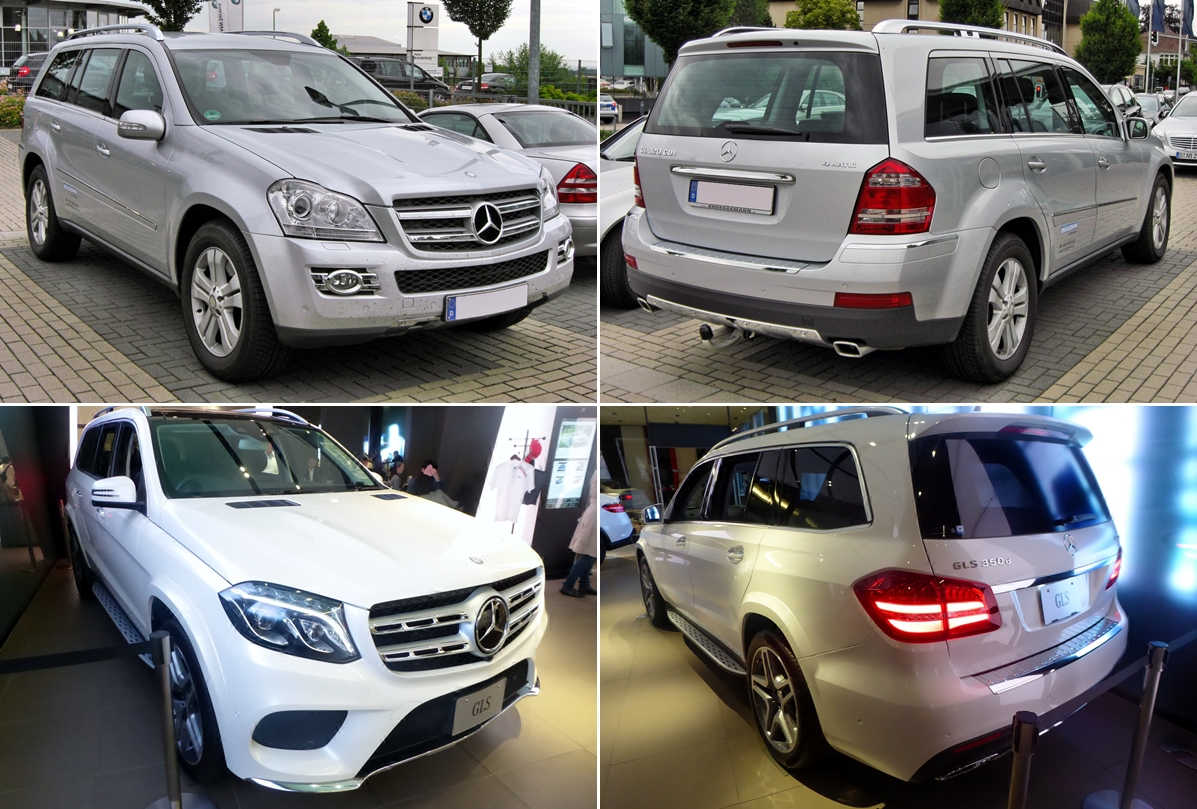
Les Mercedes-Benz Classe GL.

La Classe GL est une gamme d'automobile SUV (Sport Utility Vehicle) du constructeur automobile allemand Mercedes-Benz. Elle repose sur la plate-forme de la Classe S.
La première génération est commercialisée en 2006 (Type 164) puis la seconde en 2012 (Type 166).